# Agathomyia lucifuga
Agathomyia lucifuga är en tvåvingeart som beskrevs av Kessel 1961. Agathomyia lucifuga ingår i släktet Agathomyia och familjen svampflugor.
Artens utbredningsområde är Washington. Inga underarter finns listade i Catalogue of Life.